# 아그자배디구
아그자배디구(아제르바이잔어: Ağcabədi rayonu)는 아제르바이잔 중부에 위치한 구로 행정 중심지는 아그자배디이며 면적은 1,760km2, 인구는 122,649명(2010년 기준)이다.